# Campagna di Bắc Ninh
La campagna di Bắc Ninh (6-24 marzo 1884) fu uno degli scontri tra le forze francesi e cinesi nel nord del Vietnam durante la campagna del Tonchino (1883-1886). La campagna, combattuta durante il periodo di ostilità non dichiarate che precedette la guerra franco-cinese (agosto 1884 - aprile 1885), si concluse con la presa di Bắc Ninh e la completa sconfitta dell'esercito cinese del Guangxi.

## Contesto
Nel marzo 1884, dopo la vittoria a Sơn Tây del dicembre 1883, i francesi rinnovarono l'offensiva nel Tonchino sotto il comando del generale Charles-Théodore Millot, che nel febbraio 1884 aveva assunto la responsabilità della campagna terrestre come successore dell'ammiraglio Amédée Courbet. I rinforzi provenienti dalla Francia e dalle colonie africane avevano portato la forza del corpo di spedizione del Tonchino a oltre 10000 uomini e Millot organizzò questa forza in due brigate. La 1ª brigata era comandata dal generale Louis Brière de l'Isle, che si era fatto notare in precedenza come governatore del Senegal, mentre la 2ª brigata era comandata dal giovane e carismatico generale della Legione Straniera François de Négrier, che aveva recentemente sedato una grave ribellione araba in Algeria.
L'obiettivo francese era Bắc Ninh, presidiata da una consistente forza di truppe regolari cinesi dell'esercito del Guangxi. Il comandante in capo delle forze cinesi a Bắc Ninh era Xu Yanxu (徐延旭), governatore del Guangxi. Anziano e in cattive condizioni di salute, Xu rimase a Lạng Sơn e delegò il comando operativo dell'esercito ai suoi subordinati, Huang Guilan (黃桂蘭) e Zhao Wo (趙沃). Huang e Zhao, veterani rispettivamente degli eserciti dell'Anhui e dello Hunan, erano poco inclini a collaborare. I cinesi avevano circa 20000 soldati nei dintorni di Bắc Ninh. Metà dell'esercito cinese era schierata sulla Strada dei Mandarini a sud-ovest di Bắc Ninh, mentre l'altra metà era schierata a est di Bắc Ninh, sulle alture di Trung Sơn e Đáp Cầu, a protezione degli accessi meridionali a Bắc Ninh e a copertura dei vitali attraversamenti fluviali verso Thái Nguyên e Lạng Sơn a Phú Cẩm e Đáp Cầu.

## Ordine di battaglia francese
La colonna francese che marciò su Bắc Ninh fu la più grande concentrazione militare francese della campagna del Tonchino. Dopo aver lasciato dietro a sé truppe di guarnigione, Millot fu in grado di assegnare a ciascuno dei suoi comandanti di brigata due régiment de marche, ciascuno costituito dall'equivalente di tre battaglioni di fanteria. Il protocollo militare gli impediva di mescolare i battaglioni della fanteria di marina, dell'Armée d'Afrique e dell'esercito metropolitano (Armée de terre) e pertanto Millot fu costretto a creare un reggimento di fanteria di marina, due reggimenti "algerini" dell'Armée d'Afrique e un reggimento francese. Uno dei reggimenti "algerini" conteneva i tre battaglioni di Turcos allora in Tonchino, l'altro le formazioni della Legione Straniera e della fanteria leggera africana. Questi quattro régiment de marche erano comandati dai tenenti colonnelli Bertaux-Levillain, Belin, Duchesne e Defoy. Ogni brigata conteneva anche un battaglione di fucilieri di marina, comandati rispettivamente dai capitani di fregata Laguerre e de Beaumont.
- 1ª brigata (generale di brigata Louis Brière de l'Isle)
  - 1º régiment de marche (tenente colonnello Bertaux-Levillain)
    - battaglione di fanteria di marina (chef de bataillon Reygasse)
    - battaglione di fanteria di marina (chef de bataillon Coronnat)

  - 2º régiment de marche (tenente colonnello Belin)
    - 1º battaglione del 3º reggimento fucilieri algerini (chef de bataillon Godon)
    - 2º battaglione del 1º reggimento fucilieri algerini (chef de bataillon Hessling)
    - 3º Battaglione del 3º reggimento fucilieri d'Algeria (chef de bataillon de Mibielle)

  - battaglione fucilieri di marina (capitano di fregata Laguerre)
  - artiglieria di brigata (chef d'escadron de Douvres)
    - 1ª, 2ª e 6ª batteria di artiglieria di marina bis (capitani Régis, Vintemberger e Dudraille)
    - 11ª batteria del 12º reggimento di artiglieria d'armata (capitano Jourdy)
    - batteria di artiglieria navale del corpo di sbarco
- 2ª brigata (generale di brigata François de Négrier)
  - 3º régiment de marche (tenente colonnello Defoy)
    - 23º battaglione di fanteria di linea (chef de bataillon Godart)
    - 111º battaglione di fanteria di linea (tenente colonnello Chapuis)
    - º battaglione di fanteria di linea (chef de bataillon Farret)

  - 4º régiment de marche (tenente colonnello Duchesne)
    - 1º battaglione della Legione Straniera (chef de bataillon Donnier)
    - 2º battaglione della Legione Straniera (chef de bataillon Hutin)
    - 2º battaglione di fanteria leggera africana (chef de bataillon Servière)

  - battaglione fucilieri di marina (capitano di fregata de Beaumont)
  - artiglieria di brigata (chef d'escadron Chapotin)
    - 3ª e 4ª batteria di artiglieria di marina bis (capitani Roussel e Roperh)
    - 12ª batteria del 12º reggimento di artiglieria d'armata (capitano de Saxcé)
    - metà batteria di artiglieria navale del corpo di sbarco.

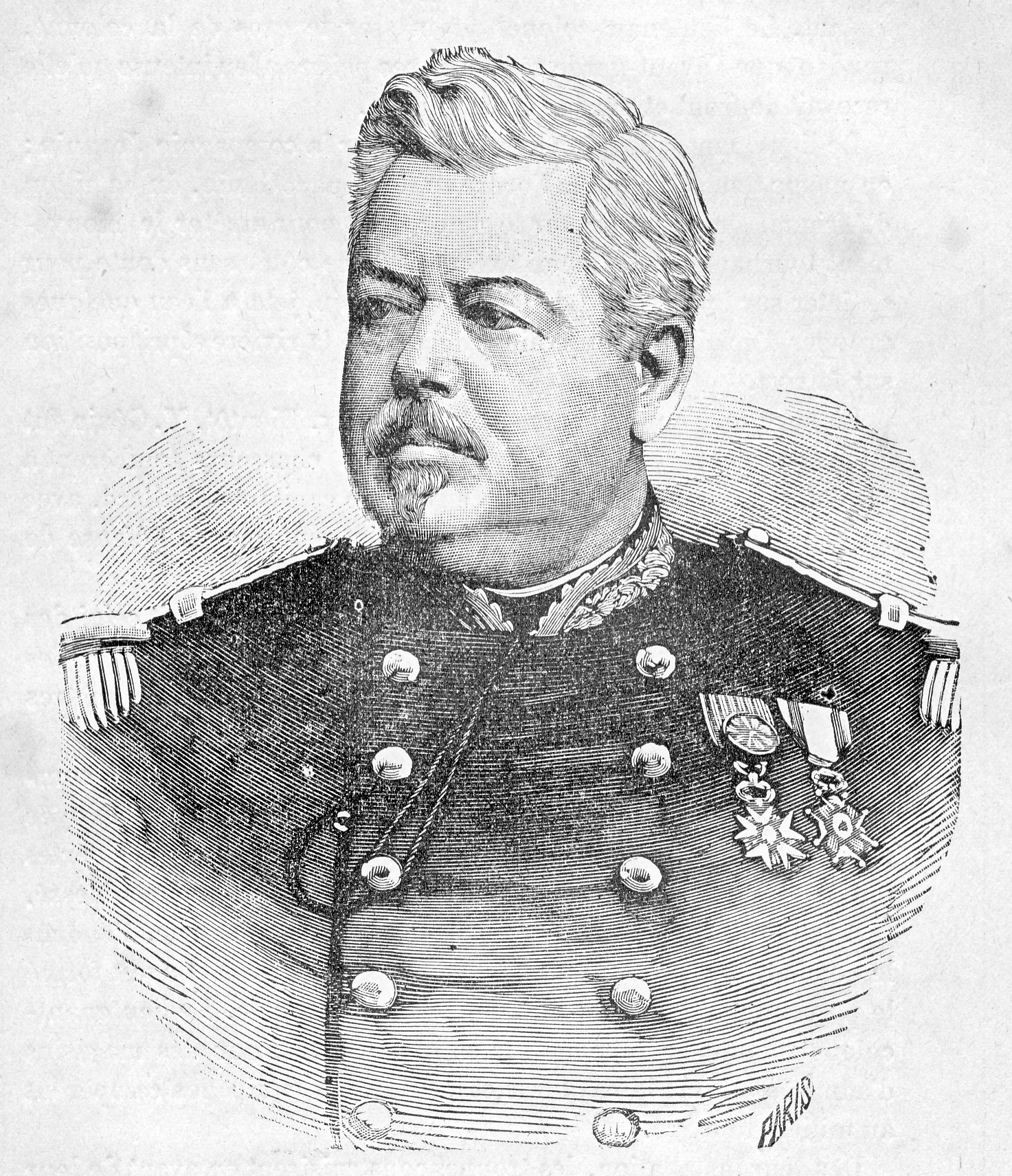
Generale Charles-Théodore Millot (1829–1889)
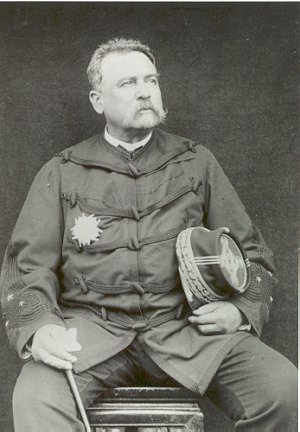
Generale Louis Brière de l'Isle (1827–1896)
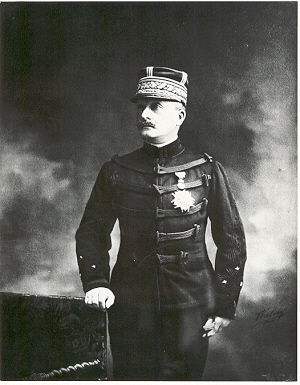
Generale François de Négrier (1842–1913)

## La campagna

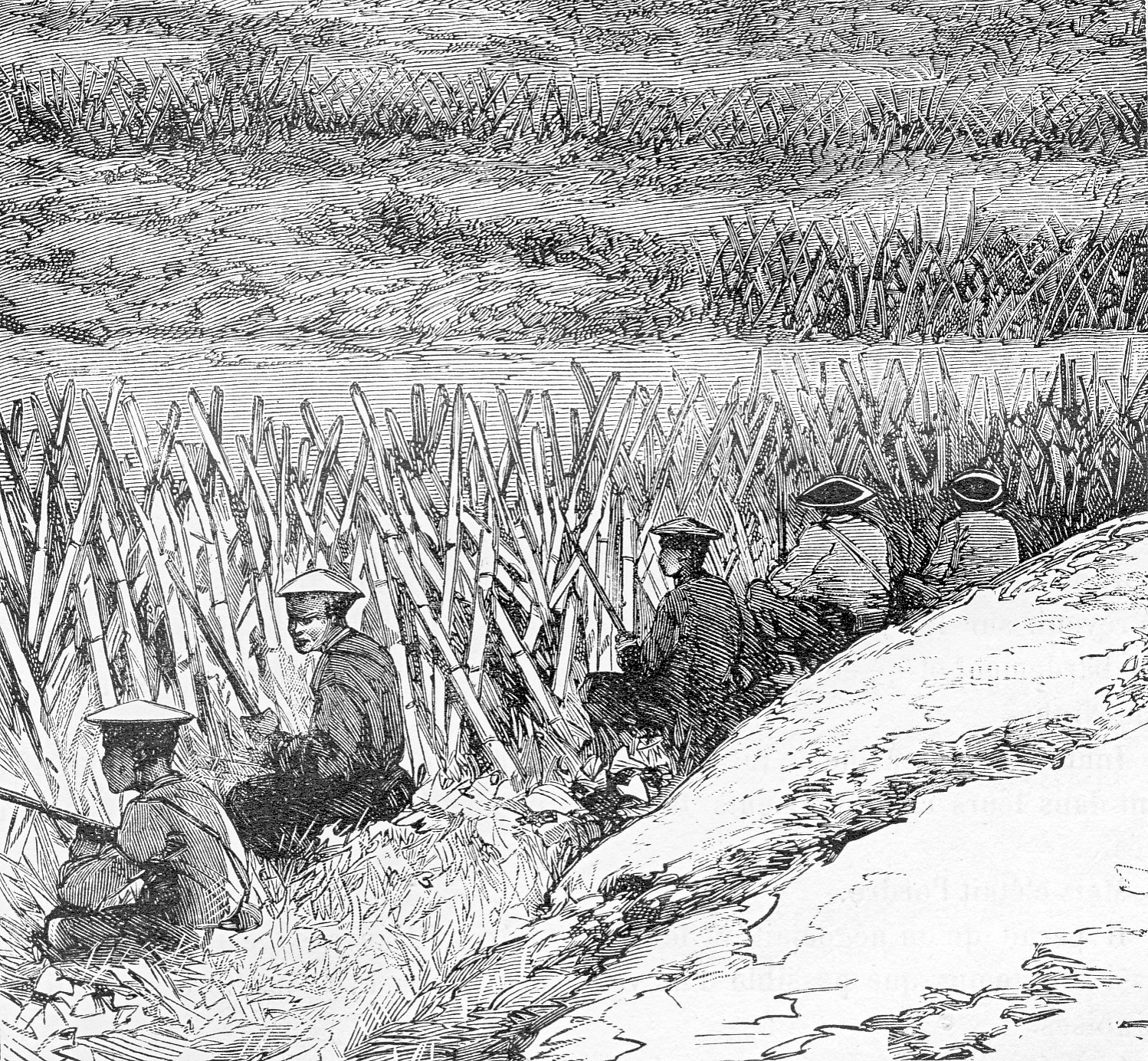
Difese cinesi sulla Strada del Mandarino a sud-ovest di Bắc Ninh. Millot aggirò le principali posizioni cinesi e attaccò Bắc Ninh da sud-est

La campagna non fu impegnativa per i francesi. Il morale dell'esercito cinese era basso e Liu Yongfu tenne al sicuro il suo esperto Esercito della bandiera nera. I francesi assaltarono Bắc Ninh il 12 marzo 1884 da sud-est, con pieno successo. Nella prima settimana di marzo, Millot concentrò la 1ª brigata di Brière de l'Isle ad Hanoi e la 2ª brigata di de Négrier a Hải Dương. Le due brigate avrebbero effettuato marce di avvicinamento indipendenti verso Bắc Ninh e si sarebbero incontrate solo sul campo di battaglia. Millot sperava non solo di catturare Bắc Ninh ma anche di annientare l'esercito del Guangxi. Il suo piano prevedeva di aggirare le difese cinesi lungo la Strada del Mandarino e di assaltare l'ala sinistra cinese a sud-est di Bắc Ninh. Un elemento cruciale di questo piano era la presa dei passaggi fluviali a nord di Bắc Ninh, a Đáp Cầu e Phú Cẩm, da parte di una flottiglia di cannoniere sotto il comando del capitano di vascello de Beaumont, per tagliare la linea di ritirata dell'esercito del Guangxi verso Lạng Sơn e Thái Nguyên.
Il 6 marzo 1884 la 1ª brigata si radunò a nord di Hanoi sulla riva occidentale del Fiume Rosso e, il giorno successivo (7 marzo 1884) 5000 soldati e 4500 portatori vietnamiti furono traghettati attraverso il fiume. Marciando lungo la riva meridionale del Canal des Rapides, largo 80 metri, dove i cinesi non potevano attaccarla, la brigata aggirò le difese cinesi lungo la Strada del Mandarino. Il 9 marzo 1884 raggiunse il villaggio di Xam e fu raggiunta dalle cannoniere Éclair e Trombe, che erano salpate da Hải Dương con i materiali necessari per costruire un ponte di barche attraverso il canale. Il 10 marzo 1884 la brigata gettò un ponte sul Canal des Rapides e l'11 marzo 1884 attraversò la sua sponda settentrionale, ponendo il campo 20 chilometri a sud-est di Bắc Ninh, nel villaggio di Chi.
Mentre la 1ª brigata stava aggirando le difese cinesi a sud-ovest di Bắc Ninh, la 2ª brigata di de Négrier avanzò da Hải Dương a Sept Pagodes, alla confluenza dei fiumi Thái Bình e Sông Cầu. L'8 marzo 1884 la brigata avanzò lungo la riva meridionale del Sông Cầu, attaccando le posizioni avanzate cinesi di Ne Ou e Do Son. Una parte della brigata bloccò frontalmente i cinesi, mentre una consistente forza armata fu fatta sbarcare dalle cannoniere a Phủ Lạng Thương (odierna Bắc Giang), alle spalle delle posizioni cinesi. Vedendo minacciata la loro linea di ritirata, i cinesi abbandonarono i forti di Ne Ou e Do Son e ripiegarono su Bắc Ninh. La 2ª brigata occupò i forti cinesi ed estese la sua linea a sud-ovest per unirsi alla 1ª brigata a nel villaggio di Chi.

## La battaglia per Bắc Ninh

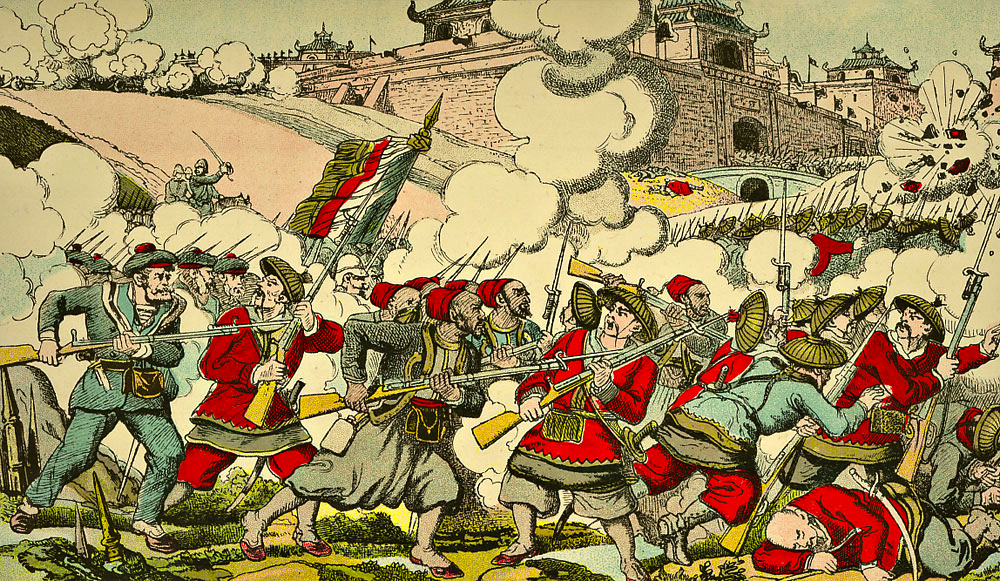
Turcos e fucilieri di marina a Bắc Ninh,

Il 12 marzo 1884 la colonna francese unita attaccò le posizioni dell'esercito del Guangxi a sud-est di Bắc Ninh. Sulla sinistra, i Turcos di Godon e la fanteria di marina di Coronnat della 1ª brigata di Brière de l'Isle scacciarono i cinesi dalle alture di Trung Sơn. Sulla destra, i legionari e la fanteria di linea della 2ª brigata di de Négrier catturarono le posizioni cinesi intorno al villaggio cristiano di Keroi, noto anche come Xuan Hoa. A Trung Sơn i cinesi fecero pochi tentativi di resistere ai francesi, abbandonando le loro posizioni prima che le truppe di Brière de l'Isle potessero raggiungerle. I cinesi che affrontavano la 2ª brigata, invece, combatterono duramente, costringendo i francesi ad assaltare Keroi con la baionetta. De Négrier attaccò Keroi con il 143º battaglione di linea e con il 2º battaglione della Legione Straniera. Alle truppe francesi era stato ordinato di non sparare fino a quando non si fossero avvicinate a meno di 250 metri dalle posizioni nemiche, e i due battaglioni attaccanti, con l'acqua alta fino alla vita, guadarono le risaie di fronte al villaggio sotto il fuoco cinese fino a raggiungere la distanza prescritta. A quel punto i due battaglioni spararono raffiche precise che soppressero il fuoco nemico. Il colonnello Jacques Duchesne, futuro conquistatore del Madagascar, li guidò quindi in una carica contro le posizioni cinesi. Dopo una breve lotta corpo a corpo, i francesi fecero irruzione nel villaggio e i cinesi ripiegarono in disordine.
Mentre la fanteria di de Négrier era impegnata intorno a Keroi, le cannoniere di de Beaumont riuscirono a forzare lo sbarramento di Lạng Bưởi sul fiume Sông Cầu e a risalire il fiume verso Đáp Cầu e Phú Cẩm. Poco prima delle 16:00 la fanteria della 2ª brigata e i fucilieri di marina della flottiglia arrivarono quasi contemporaneamente a Đáp Cầu, appena a est di Bắc Ninh. De Négrier ordinò al 2º battaglione della Legione Straniera e al 23º battaglione di linea di assaltare un importante forte cinese sulle alture di Đáp Cầu, ma i fucilieri di marina di de Beaumont arrivarono per primi e lo catturarono. La comparsa dei francesi sulle alture di Đáp Cầu demoralizzò l'ala sinistra dell'esercito del Guangxi. La sua linea di ritirata verso Lạng Sơn era minacciata, le sue posizioni a Keroi, Lạng Bưởi e Đáp Cầu erano state prese con facilità ed era sotto il fuoco preciso dell'artiglieria. L'unica preoccupazione per la maggior parte delle truppe cinesi che affrontavano la 2ª brigata era quella di fuggire lungo la strada per Lạng Sơn prima che i francesi tagliassero la ritirata. La resistenza cinese in questa parte del campo di battaglia crollò completamente. Nel frattempo, la ritirata disordinata dell'ala sinistra dell'esercito del Guangxi mise in grave pericolo l'ala destra dell'armata a sud di Bắc Ninh, già demoralizzata per il colpo ricevuto da Brière de l'Isle. I generali al comando dell'ala destra videro il fronte cinese rompersi sulla loro sinistra, capirono che sarebbero stati circondati se fossero rimasti ancora nelle loro posizioni e quindi si ritirarono immediatamente, dirigendosi verso Bắc Ninh e la strada verso nord. Alle 17:00, dalle alture di Đáp Cầu, le truppe francesi poterono osservare la bandiera cinese che ancora sventolava su una torre ottagonale all'interno della cittadella di Bắc Ninh, mentre tra la città e le alture di Đáp Cầu e Trung Sơn, la pianura di Bắc Ninh era piena di cinesi in fuga che si dirigevano in preda al panico verso Bắc Ninh, cercando disperatamente di fuggire prima che la loro linea di ritirata fosse completamente tagliata.
Le truppe di de Négrier presero Bắc Ninh nella prima serata, catturando grandi quantità di munizioni e alcuni cannoni Krupp, nuovi di zecca, che non avevano sparato neanche un colpo durante la battaglia. Senza aspettare che Millot risalisse da Trung Sơn con la 1ª brigata di Brière de l'Isle, de Négrier entrò a Bắc Ninh e prese il controllo della città. Tuttavia le speranze di Millot di un accerchiamento completo dell'esercito cinese non si realizzarono. A Đáp Cầu una retroguardia cinese tenne impegnata la fanteria di de Négrier giusto il tempo di permettere al grosso dell'esercito cinese di dirigersi verso nord attraverso Bắc Ninh e di fuggire sulla riva settentrionale del fiume Sông Cầu. Nel frattempo la flottiglia di de Beaumont, sebbene avesse forzato lo sbarramento di Làng Bưởi e risalito il Sông Cầu fino a Đáp Cầu, incontrò altri sbarramenti cinesi e fu rallentata nella sua risalita fino a Phú Cẩm. Per questo motivo i francesi non riuscirono a tagliare le rotte verso Thái Nguyên e Lạng Sơn e a impedire la fuga dell'esercito cinese.

## L'inseguimento
Millot aveva comunque ottenuto una grande vittoria e il corpo di spedizione del Tonchino inseguì vigorosamente i cinesi. Brière de l'Isle avanzò fino a Thái Nguyên, dove il 19 marzo 1884 sconfisse una forza mista di cinesi, vietnamiti e Bandiere nere. Il 15 marzo 1884 de Négrier sconfisse la retroguardia di Huang Guilan a Phủ Lạng Thương e inseguì la sua ala dell'esercito del Guangxi fino a Kép. In conformità agli ordini di Millot, entrambi i comandanti di brigata tornarono presto a Bắc Ninh, de Négrier il 20 marzo 1884 e Brière de l'Isle il 24 marzo 1884.
Per i soldati del corpo di spedizione del Tonchino, de Négrier era l'eroe della campagna di Bắc Ninh. Erano divertiti dal fatto che fosse entrato a Bắc Ninh la sera del 12 marzo 1884 senza aspettare il permesso del generale Millot. Dopo la campagna di Bắc Ninh i soldati escogitarono sardonici soprannomi vietnamiti per Millot e i suoi due comandanti di brigata. De Négrier, ammirato per la sua energia trainante, divenne Maolen ("Veloce!"). Brière de l'Isle, le cui truppe, a Bắc Ninh, erano state battute in velocità da de Négrier, divenne Mann Mann ("Lento!"). Millot, che aveva fermato de Négrier mentre inseguiva l'esercito cinese battuto a Kép e che, agli occhi dei soldati, gli aveva impedito di andare fino a Lạng Sơn, divenne Toi Toi ("Fermo!").

## Perdite
Le perdite francesi nella campagna di Bắc Ninh furono di 9 morti e 39 feriti. Le perdite cinesi furono, probabilmente, circa 100 morti e 400 feriti.

## Significato

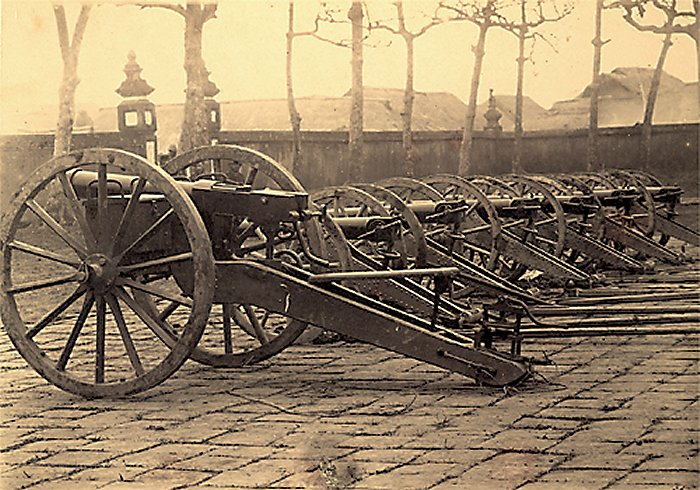
Cannone cinese catturato a Bắc Ninh

La sconfitta dell'esercito del Guangxi a Bắc Ninh fu di notevole imbarazzo per l'imperatrice reggente Cixi e un grave choc per il partito della guerra. Tre mesi prima, a Sơn Tây, l'Esercito della bandiera nera aveva combattuto aspramente e inflitto pesanti perdite ai francesi; a Bắc Ninh, invece, la maggior parte delle truppe cinesi era fuggita. L'imperatrice, furiosa per la misera prestazione dei suoi generali, punì diversi alti funzionari cinesi. Xu Yanxu e Tang Qiong (唐炯), governatori del Guangxi e dello Yunnan, furono destituiti dai loro incarichi: Xu per aver perso la battaglia di Bắc Ninh e Tang per non aver soccorso l'esercito dello Yunnan, che allora occupava Hưng Hóa. Anche i comandanti in campo, Huang Guilan e Zhao Wo, furono disonorati. Huang, prevedendo la sua disgrazia, si suicidò a Lạng Sơn il 14 marzo 1884. Altri due comandanti minori, Chen Degui (陳得貴) e Dang Minxuan (黨敏宣), furono decapitati a Lạng Sơn, davanti alle loro truppe, il 26 maggio 1884.
La sconfitta di Bắc Ninh, che arrivava a ridosso della presa di Sơn Tây, rafforzò il partito moderato del governo cinese e screditò il partito estremista "purista" guidato da Zhang Zhidong, che si batteva per una guerra totale contro la Francia. Ulteriori successi francesi nella primavera del 1884, tra cui la presa di Hưng Hóa e di Thái Nguyên, convinsero l'imperatrice a scendere a patti: nel maggio fu raggiunto un accordo tra Francia e Cina. I negoziati si svolsero a Tientsin. Li Hongzhang, leader dei moderati cinesi, rappresentò la Cina e il capitano François-Ernest Fournier, comandante della nave da guerra francese Volta, rappresentò la Francia. L'accordo di Tientsin, concluso l'11 maggio 1884, prevedeva il ritiro delle truppe cinesi dal Tonchino in cambio di un trattato globale che avrebbe regolato i dettagli del commercio e degli scambi tra Francia e Cina e avrebbe previsto la demarcazione del confine conteso con il Vietnam.